# Podgora, Gorenja vas - Poljane
Podgora je naselje v Občini Gorenja vas - Poljane.